# Farinera de Santa Coloma de Queralt
La Farinera de Santa Coloma de Queralt és un edifici construït entre 1893 i 1894, catalogat com a Bé Cultural d'Interès Local, adquirit el 2020 per l’Ajuntament de Santa Coloma de Queralt

## Descripció
Està compresa en un conjunt industrial format per una fàbrica de ciment, una serrada i la mateixa farinera. Les tres fàbriques eren alimentades per una màquina de vapor, de la qual encara se’n conserva la xemeneia.
La farina consta de quatre plantes: el soterrani -on hi ha l’embarrat-, la planta baixa (436 m²), la primera planta (460 m2) i la segona planta (146 m²). Els pisos operatius tenen una superfície construïda de 1032 m2, dels quals 899 m² són útils.
Planta baixa. Està conformada pels següents espais: dues oficines, una cambra pel manyà, un pou, casals de gra, un menjador i múltiples zones pels molins de blat i d’ordi, la descàrrega, la recollida i els magatzems de sacs. En aquest planta, també hi ha accés als antics estables i a l’antiga serradora.
Planta primera. A més d’un habitatge, hi ha un magatzem, una sala de purga, un cosidor, una cambra intermèdia i una cambra motor.
Planta segona. Hi ha una sala de purga, la torre dels dipòsits, una segona sala i les golfes.

## Procés de fabricació de la farina
Utilitzada fins a 2003, i mantinguda intacta des de llavors, la fàbrica conserva tota la maquinària necessària per al processament de la farina.
A «La Farinera de Santa Coloma de Queralt», Montse Comaposada descriu procés de fabricació, que consta de dos circuits: el de llímpia (fases de neteja i condicionament) i el de molta. Comaposada fa una relació del maquinari emprat:
Màquines de neteja: torn decantador, monitor, carro pedrer, separador de veces, despuntadora, rentadora.
Màquines de condicionament: sínia mulladora, setinadora, imant.
Màquines de molta: molí, plansichter, sasor, raspalladora.
Accessoris: elevador de culleres, ensacadora, bàscula, recol·lector de pols, sistema motor, transmissió.